# Bá quốc Savoia
Bá quốc Savoy (tiếng Pháp: Comté de Savoie, tiếng Ý: Contea di Savoia) là một Nhà nước thuộc Đế chế La Mã Thần thánh nổi lên cùng với các xã tự do của Thụy Sĩ, sau sự sụp đổ của Vương quốc Burgundia vào thế kỷ XI. Đó là cái nôi của Nhà nước Savoyar trong tương lai.
Bá quốc này là tiền thân của Công quốc Savoia, được cai trị bởi Nhà Savoy, lãnh thổ của bá quốc được các đời gia tộc Savoy mở rộng thông qua việc mua lại các bá quốc lân cận như Nice, Geneva và được ban thưởng nhiều lãnh thổ thông qua việc ủng hộ các thế lực chính trị của Đế chế La Mã Thần thánh. Đến năm 1416 thì Bá quốc Savoy được Hoàng đế Sigismund của Thánh chế La Mã nâng lên Công quốc. Đến năm 1720, Nhà Savoy sở hữu thêm nhiều lãnh thổ và giữ ngai vàng Vương quốc Sardinia, cuối cùng thì thống nhất Bán đảo Ý và lập ra Vương quốc Ý thống nhất.

## Lịch sử
Sapaudia, trải dài về phía nam của Hồ Geneva từ sông Rhône đến dãy núi Tây Alps, từng là một phần của Thượng Burgundy do công tước Bosonid Hucbert cai trị từ giữa thế kỷ thứ IX. Cùng với Bá quốc Tự do Burgundy láng giềng (ngày nay là Franche-Comté), nó trở thành một phần của Vương quốc Burgundy rộng lớn hơn dưới thời Vua Rudolph II vào năm 933.
Humbert Tay Trắng được vị vua cuối cùng của Burgundy, Rudolph III, nâng lên hàng bá tước vào năm 1003. Ông ủng hộ các yêu sách thừa kế của Hoàng đế Henry II và đổi lại, được phép chiếm Bá quốc Aosta từ các giám mục của nó sau cái chết của Anselm. Sau khi ủng hộ Conrad II trong việc sáp nhập Arles sau cái chết của Rudolph và đàn áp các cuộc nổi dậy của Bá tước Odo và Giám mục Burchard, ông cũng nhận được Bá quốc Maurienne (trước đây do các tổng giám mục của Viên nắm giữ) và các lãnh thổ ở Chablais và Tarentaise, trước đây được nắm giữ bởi các tổng giám mục của nó tại Moûtiers.